# 揖斐祐治
揖斐 祐治（いび ゆうじ、1979年11月5日 - ）は、日本の陸上競技選手、陸上競技指導者。岐阜県可児市出身。可児市立中部中学校、土岐商業高等学校、駒澤大学卒業。エスビー食品所属を経て、現在は岐阜協立大学経済学部専任講師及び同校駅伝部監督を務める。

## 来歴・人物
可児市立中部中学校入学時に陸上部に入部し、陸上競技を始めた。地元の可児駅伝に中学校代表として3年連続出場した。
土岐商業高校時代から一気に頭角を現す。
チームが初出場となった第47回全国高校駅伝では2年生ながら最長区間である花の1区を務め、ジュリアス・ギタヒに次ぐ区間2位となり、日本人1位の好走。翌1997年も第48回全国高校駅伝に出場し、2年連続の1区を務め、ジェームス・ワイナイナに次ぐ区間2位となり、日本人1位の好走で、2回目の出場で総合3位に貢献した。
全国都道府県対抗男子駅伝競走大会にも、岐阜県代表として3年連続の出場。2年次には4区を走り区間賞を獲得、3年次にも4区を走り区間2位の好走を見せた。
1998年3月に行われた第26回世界クロスカントリー選手権大会のジュニア男子8kmに出場し、24分53秒の成績で30位だった。
1998年4月に駒澤大学に進学。
同期の神屋伸行、高橋正仁の他、法政大学の徳本一善、順天堂大学の岩水嘉孝、野口英盛、坂井隆則、奥田真一郎、入船満、大東文化大学の金子宣隆、亜細亜大学の前田和之など同世代には強力な選手が揃っていた。
在学中は出雲全日本大学選抜駅伝競走、全日本大学駅伝対校選手権大会、東京箱根間往復大学駅伝競走に、4年間全て出場。
出雲駅伝では、1年次の第10回大会では、3区を区間賞の走りで大学2連覇に貢献。
全日本大学駅伝では、1年次に4区を走り、区間2位の好走で大学初優勝に貢献。
2年次からは3年連続で3区を走り、3年連続の区間賞を獲得した。
箱根駅伝では、1年次に3区を走り区間8位、2年次から3年連続で7区を走る。このうち、2年次は当時歴代2位の走りで区間賞を獲得し大学史上初の総合優勝に貢献、3年次も2年連続の区間賞を獲得、4年次も3年連続の7区区間賞こそ逃したものの区間3位の走りで先頭を守り、2年ぶり2度目の総合優勝に貢献した。
大学卒業後は、実業団のエスビー食品に進み、競技を継続。 2003年2月16日に行われた千葉国際クロスカントリー大会12000mに出場し、36分28秒の成績で4位入賞、同年3月の第31回世界クロスカントリー選手権大会の日本代表に選出された。都道府県対抗男子駅伝も岐阜県代表の主将として出場。
その後、2006年3月をもって退社・現役引退し、指導者に転身。2006年4月より高校時代の恩師であった麗澤大学駅伝部の平澤元章監督に招聘されて、同コーチに就任。
2008年4月からは東亜大学スポーツ健康学科専任講師及び女子駅伝部監督に就任。就任時は部員数がわずか3人であるなど、中国四国予選にすら出場できない状況であったが、翌2009年には新入部員が4人入部し、就任2年目で3年ぶりの全日本大学女子駅伝対校選手権大会の本戦出場を果たし、2011年まで3年連続出場。
2012年より岐阜経済大学に赴任し、同校駅伝監督に就任。翌2013年4月、陸上競技部から独立する形で駅伝部が創部され、同監督に就任。6月の全日本大学駅伝東海地区選考会では、わずか2枠という出場枠であったが、わずか実質3ヶ月という活動期間で、創部1年目で全日本大学駅伝本大会出場に導いた。
翌年は東海地区予選3位に終わり、本戦出場を逃したものの、翌2015年は東海地区予選1位となり東海地区からの常連出場校であった中京大学を抑え、2年ぶりの本戦出場を果たした。

### 駅伝成績
- 1996年 第1回天皇盃全国都道府県対抗男子駅伝競走大会 4区区間31位 22分19秒
- 1996年 第47回全国高等学校駅伝競走大会 1区区間2位 29分46秒
- 1996年 第2回全国都道府県対抗男子駅伝競走大会 4区区間賞 21分27秒
- 1997年 第48回全国高等学校駅伝競走大会 1区区間2位 29分47秒
- 1996年 第3回全国都道府県対抗男子駅伝競走大会 4区区間2位 21分14秒
- 1998年 第10回出雲駅伝 3区区間賞 16分00秒
- 1998年 第30回全日本大学駅伝 4区区間5位 42分06秒
- 1999年 第75回箱根駅伝 3区区間8位 1時間05分39秒
- 1999年 第4回全国都道府県対抗男子駅伝競走大会 3区区間6位 26分13秒
- 1999年 第11回出雲駅伝 2区区間4位 17分12秒
- 1999年 第31回全日本大学駅伝 3区区間賞 27分29秒
- 2000年 第76回箱根駅伝 7区区間賞 1時間03分12秒
- 2000年 第5回全国都道府県対抗男子駅伝競走大会 3区区間14位 24分36秒
- 2000年 第12回出雲駅伝 2区区間10位 17分17秒
- 2000年 第32回全日本大学駅伝 3区区間賞 27分30秒
- 2001年 第77回箱根駅伝 7区区間賞 1時間03分17秒
- 2001年 第13回出雲駅伝 4区区間2位 18分20秒
- 2001年 第33回全日本大学駅伝 3区区間賞 27分46秒
- 2002年 第78回箱根駅伝 7区区間3位 1時間03分45秒
- 2002年 第7回全国都道府県対抗男子駅伝競走大会 3区区間32位 24分59秒
- 2003年 第8回全国都道府県対抗男子駅伝競走大会 7区区間24位 39分08秒
- 2005年 第10回全国都道府県対抗男子駅伝競走大会 7区区間27位 38分50秒

## 自己記録
- 5000m -  13分43秒03（2004年4月29日）
- 10000m - 28分28秒06（2004年6月16日）
- ハーフマラソン - 1時間3分29秒